# Eriocnemis
Az Eriocnemis  a madarak osztályának sarlósfecske-alakúak (Apodiformes)  rendjébe és a kolibrifélék (Trochilidae) családjába tartozó nem.

## Rendszerezésük
A nemet Heinrich Gottlieb Ludwig Reichenbach német botanikus és ornitológus írta le 1849-ben, az alábbi 11 faj tartozik ide:
- smaragdhasú pamacslábú-kolibri (Eriocnemis aline)
- zafírfarkú pamacslábú-kolibri (Eriocnemis luciani)
- Eriocnemis sapphiropygia vagy Eriocnemis luciani sapphiropygia
- Eriocnemis derbyi
- Eriocnemis cupreoventris
- Eriocnemis godini
- Eriocnemis mirabilis
- Eriocnemis glaucopoides
- Eriocnemis mosquera
- Eriocnemis vestitus
- galléros pamacslábú-kolibri (Eriocnemis isabellae)
- Eriocnemis nigrivestis

## Előfordulásuk
Dél-Amerikában az Andokban honosak. Természetes élőhelyeik a szubtrópusi vagy trópusi esőerdők, cserjések és füves puszták. Inkább a hegyvidékeken. Állandó, nem vonuló fajok.

## Megjelenésük
Testhosszuk 8-13 centiméter közötti. Lábukon tollpamacsot viselnek.